# Museu Palatí de Heidelberg
El Museu Palatí de Heidelberg (en alemany : Kurpfälzisches Museum Heidelberg) és un museu d'art i història situat a Heidelberg. Està allotjat al palau Morass.
Inclou un departament d'arqueologia i història de la regió de Heidelberg, a més d'una important col·lecció de pintures europees que van des del Renaixement fins als nostres dies.

## Arqueologia i història
El departament d'arqueologia presenta, en set sales d'una superfície de 1.500 m², l'arqueologia i la història de la regió de Heidelberg. La visita comença al soterrani, on el visitant descobreix els mètodes de l'arqueologia. Una de les obres mestres del Paleolític és la mandíbula de Mauer, datada de 610.000 ans, un tipus nomenclatural  de l'espècie Homo heidelbergensis. Una mica més enllà, un diorama de mida natural mostra la vida quotidiana d'una família neolítica.
La secció de l'edat del bronze i l'època cèltica va seguida de l'època romana, que és amb diferència la més gran. Els nombrosos descobriments arqueològics fets a la regió de Heidelberg donen una imatge de la vida quotidiana i de les activitats dels homes dels segles I i II de la nostra era. Una recreació a mida natural del Heidelberger Mithräums és una de les atraccions del museu.
A la secció de l'Edat Mitjana i els temps moderns, algunes sales expliquen l'època d'època de màxima esplendor de la ciutat de Heidelberg com a capital del Palatinat del Rin. La visita al departament acaba amb una sala dedicada a l'històric Heiligenberg, a Heidelberg.

## Pintura
A les sales del palau i en una ala moderna, el visitant pot descobrir moltes pintures.

### Pintura flamenca i holandesa
Jacques Fouquières (Projecte del jardí de Salomon de Caus per al castell de Heidelberg), Gerard van Honthorst (Retrat del rei de les neus Frederic V del Palatinati Retrat de la seva dona Elisabet de Bohèmia), Jan Anthonisz van Ravesteyn (Retrat de Christian von Braunschweig-Lüneburg).

### Pintura alemanya delseglexviii
Heinrich Carl Brandt (Retrat d'Elisabeth Augusta del Palatinat), Johann Heinrich Tischbein (Elisabeth Augusta del Palatinat al clavicèmbal), Johann Georg Ziesenis (Retrat de Carles II Teodor de Baviera).

### Pintura alemanya del segle XIX
Lovis Corinth, Max Slevogt, Wilhelm Trübner.

### Pintura alemanya del segle XX
Kanoldt.

### Pintura francesa
Pierre Goudreaux, Laurent de La Hyre, Henri Millot, Jean Raoux, Jacint Rigau-Ros i Serra (Retrat de la princesa palatina Elisabet Carlota del Palatinat), Claude-Joseph Vernet.

## Galeria

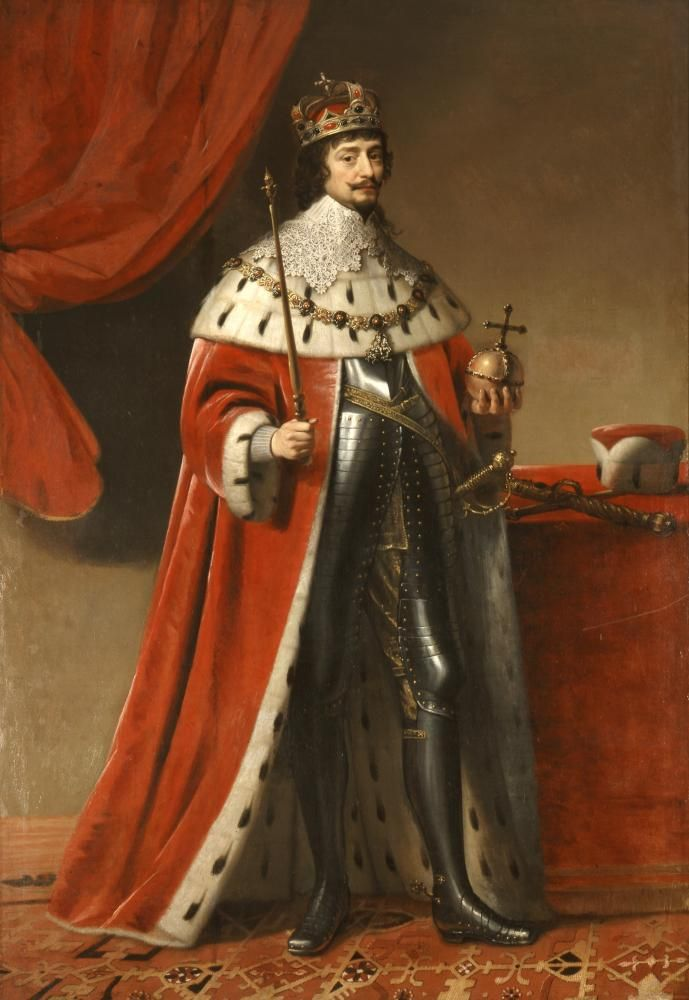
Frederic V de Gerrit van Honthorst
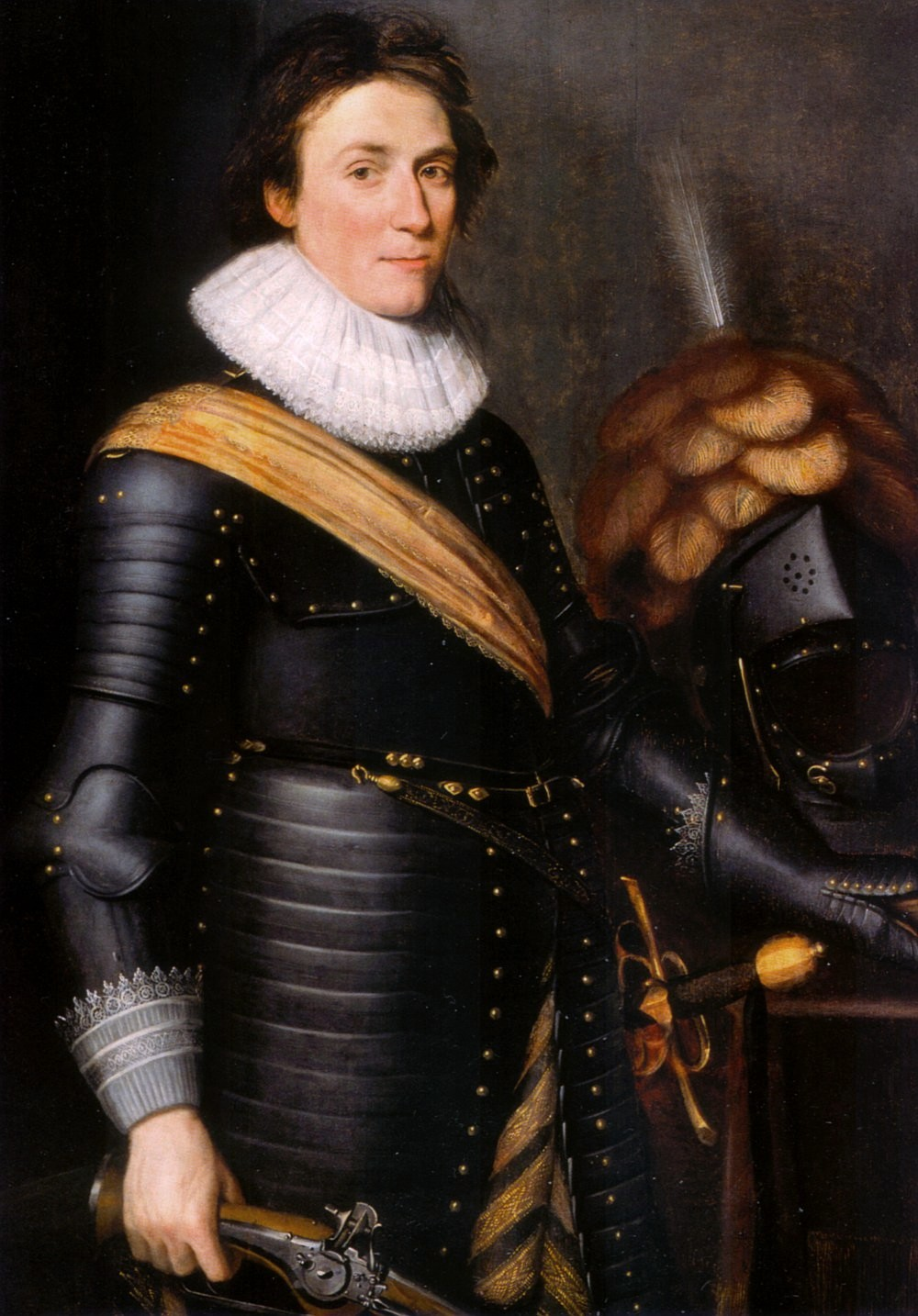
Christian von Braunschweig-Lüneburgde Jan Anthonisz van Ravesteyn (1620)
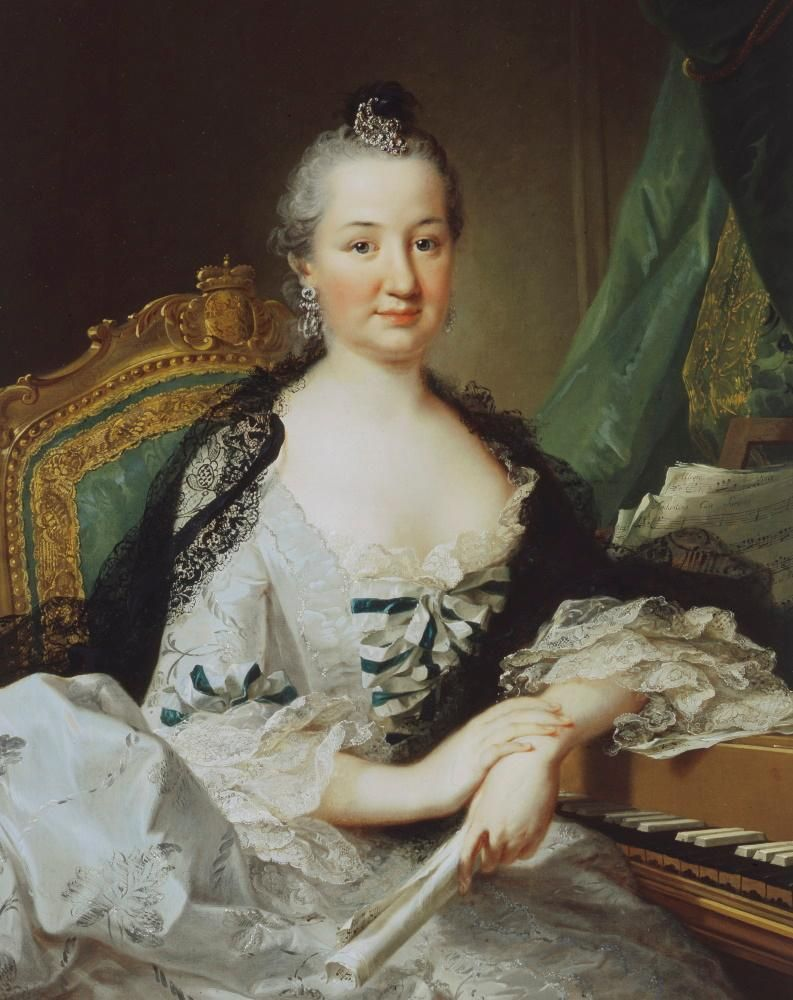
Elisabeth Augusta del Palatinat al clavicèmbalde Johann Heinrich Tischbein
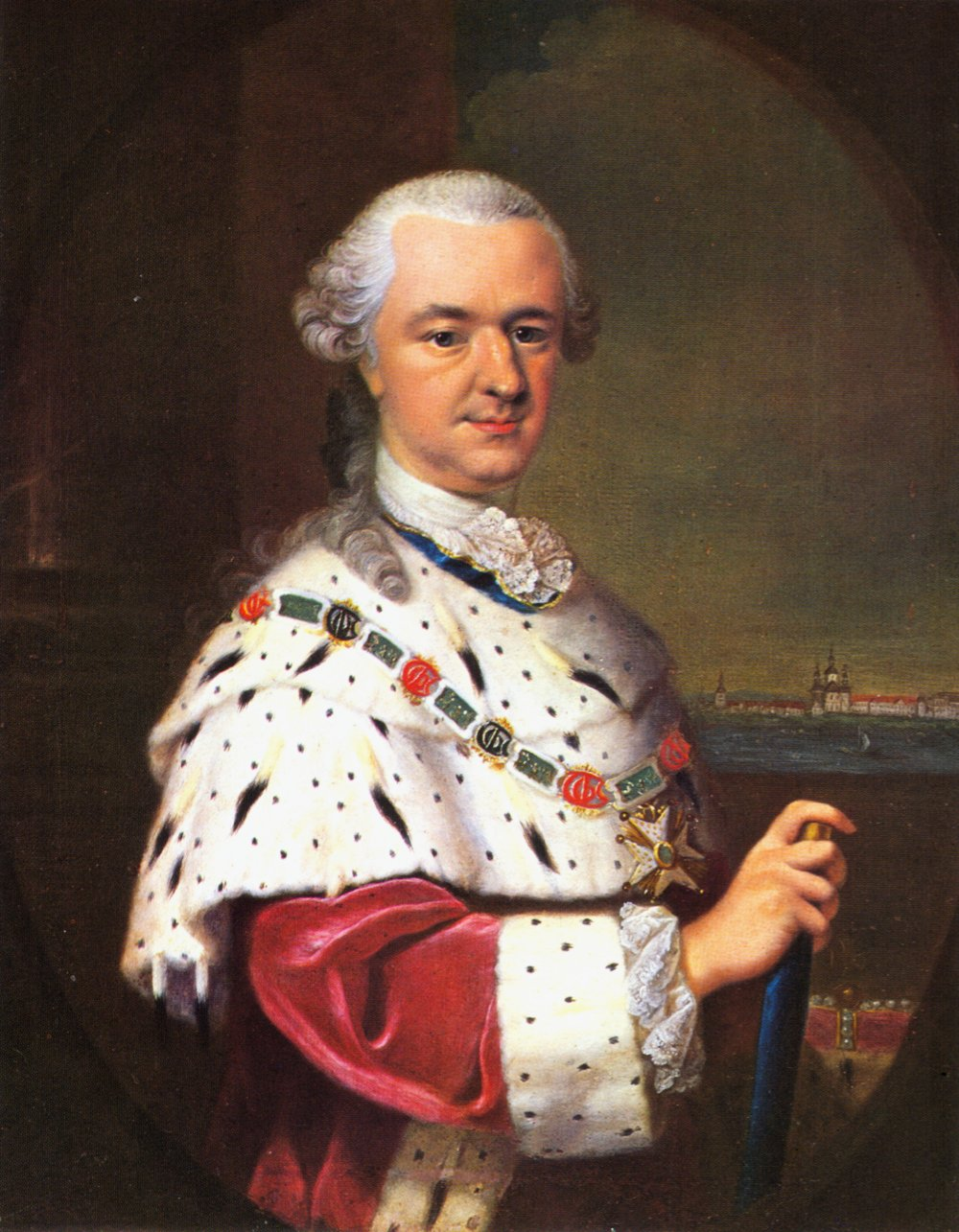
Carles Teodor de Bavierade Johann Georg Ziesenis